# Ornum
Ornum, brukningsenhet avseende friliggande jord. Begreppet Ornum förekommer i Skånelagen och avser jord som uppodlats och brukats av en bonde ensam, d.v.s. utanför byalaget.